# Операція «Везерюбунг»
Операція «Везерюбунг» (нім. Unternehmen Weserübung [ˈveːzɐˌʔyːbʊŋ] — Навчання на Везері) — вторгнення німецьких військ у Данію і Норвегію у квітні 1940 року.

## Планування операції
Плануючи вторгнення до Франції, німецький генеральний штаб турбувався, що у цьому випадку англо-французькі війська можуть зайняти Данію і Норвегію. 10 жовтня 1939 року головнокомандувач військово-морськими силами грос-адмірал Е. Редер вперше вказав Гітлерові на значення Норвегії у війні на морі. Скандинавія була вигідним плацдармом для атаки на Німеччину. Окупація Норвегії Великою Британією і Францією для Німеччини означала б фактичну блокаду її військово-морського флоту. Втім, унаслідок кризи довіри до офіцерів штабу з боку фюрера, ГШ щодо планування було значно усунуто. Розробкою операції займався спецвідділ при ОКВ без участі ОКГ.

14 грудня 1939 року А. Гітлером був даний наказ щодо підготовки операції у Норвегії. 1 березня 1940 року виходить спеціальна директива. У пункті 1-му директиви зазначалося: 
«Розвиток подій у Скандинавії вимагає здійснити всі приготування до того, щоб частиною збройних сил окупувати Данію і Норвегію. Це повинно перешкодити англійцям закріпитись у Скандинавії і на Балтійському морі, забезпечити нашу базу руди у Швеції та розширити для військово-морського флоту і авіації вихідні позиції проти Англії»
7 березня 1940 року А. Гітлер схвалив остаточний план операції «Везерюбунг».

## Початок операції
Вранці 9 квітня 1940 року німецькі посли в Осло і Копенгагені вручили урядам Норвегії і Данії однакові за змістом ноти, у яких збройний наступ Німеччини був обґрунтований вимушеною необхідністю захистити обидві нейтральні країни від нібито можливого найближчим часом нападу англійців і французів. Метою німецького уряду, говорилося в ноті, є мирна окупація обох країн.

## Окупація Данії
Данія підкорилася вимозі Німеччини майже без опору. У Данії нацистські морські і повітряні десанти безперешкодно зайняли всі найважливіші міста. За кілька годин серйозно пошкоджено данську авіацію. Під загрозою бомбардувань цивільного населення данський король Крістіан X змушений підписати капітуляцію і наказує армії скласти зброю.
Нацисти оголосили Данію своїм «протекторатом». Багато внутрішніх питань данці вирішували самі.
Після капітуляції Данії британські і американські війська займають її північні колонії, щоб їх не змогли захопити нацисти: Фарерські острови, Гренландію і Ісландію. Ці «непотоплювані авіаносці» стали найважливішим ресурсом для поставок до Британії і в СРСР.

## Окупація Норвегії

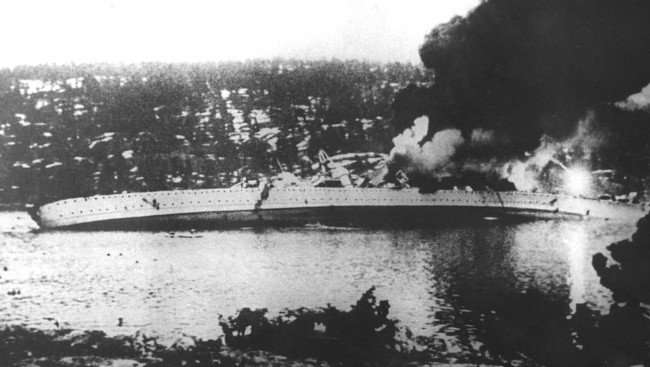
Німецький важкий крейсер «Блюхер» тоне біля фортеці Оскарборг внаслідок пошкоджень, завданих норвезькою береговою артилерією та торпедними атаками. 9 квітня 1940 року

За вторгнення в Норвегію був відповідальний XXI армійський корпус під командуванням генерала Ніколауса фон Фалькенгорста. Він складався з наступних основних підрозділів:
- 69-та піхотна дивізія
- 163-тя піхотна дивізія
- 181-ша піхотна дивізія
- 196-та піхотна дивізія
- 214-та піхотна дивізія
- 3-тя гірсько-піхотна дивізія

В Норвегії німці 9-10 квітня захоплюють головні норвезькі порти: Осло, Тронгейм, Берген, Нарвік. 14 квітня англо-французький десант висаджується під Нарвіком, 16 квітня — у Намсусі, 17 квітня — в Ондальснесі. 19 квітня союзники розгортають наступ на Тронгейм, але зазнають поразки і на початку травня змушені вивести свої війська із центральної Норвегії. Після ряду боїв за Нарвік союзники на початку червня евакуюються з північної частини країни. Пізніше, 10 червня 1940 року, капітулюють останні частини норвезької армії. Норвегія опиняється під управлінням німецької окупаційної адміністрації. Втрати Німеччини в Норвегії за два місяці боїв склали 5636 убитими і зниклими безвісти (включаючи моряків і льотчиків), норвежців — 1335, британців — 1869 (не рахуючи моряків і льотчиків), поляків і французького Іноземного легіону — 530.